# Jonas Alströmer
Pour les articles homonymes, voir Alströmer.
Jonas Alströmer est un industriel suédois né le 7 janvier 1685 à Alingsås et mort le 2 juin 1761. Il créa en Suède des filatures de laine et plusieurs autres fabriques, étendit au loin le commerce de sa patrie et mérita d'être anobli par le roi Frédéric-Adolphe. Il laissa quatre fils qui suivirent ses traces, dont le botaniste Clas Alströmer. Il est un des membres fondateurs de l'Académie royale des sciences de Suède.

## Distinctions
- Chevalier de l'ordre royal de l'Étoile polaire

## Sources
Cet article comprend des extraits du Dictionnaire Bouillet. Il est possible de supprimer cette indication, si le texte reflète le savoir actuel sur ce thème, si les sources sont citées, s'il satisfait aux exigences linguistiques actuelles et s'il ne contient pas de propos qui vont à l'encontre des règles de neutralité de Wikipédia.